# Guido Horn d'Arturo
Guido Horn d'Arturo, né le 13 février 1879 à Trieste, alors en Littoral autrichien, et mort le 1er avril 1967 à Bologne, en Italie, est un astronome qui a obtenu la nationalité italienne après avoir servi comme volontaire dans l'armée italienne pendant la Première Guerre mondiale.  

## Biographie
Sa famille était juive d'origine néerlandaise et son nom hébreu était Elhanan Gad. À la mort de son père, Arturo (1851-1881), il a été éduqué par sa mère, Vittoria Melli (1852-1920), et son grand-père maternel, Sabbato Raffaele Melli, rabbin et personnalité faisant autorité de la communauté juive de Trieste. Pendant la Première Guerre mondiale, il a combattu du côté italien du front et, pour éviter la peine de mort pour trahison, il a changé son nom de famille en d'Arturo, en hommage à son père. À la fin de la Grande Guerre, il ajoute officiellement à son nom de famille Horn celui de "d'Arturo". 
Après avoir travaillé avec les observatoires de Trieste (1903), Catane (1907), Turin (1910), Collegio Romano (1920), Horn d'Arturo est devenu le directeur de l'Observatoire Astronomique de Bologne, poste qu'il a occupé jusqu'en 1954 avec l'interruption des six autres suites de la persécution pour les lois racistes fascistes. En 1931, il fonde le magazine Coelum pour la diffusion de l'astronomie dans la société. 
En 1935, il a construit le premier prototype d'un miroir à cheville de 1 m de diamètre. En 1938, la construction d'un télescope composé de 61 blocs hexagonaux a commencé, pour un total de 1,8 m d'ouverture. En 1953, il a pu terminer la construction du télescope hexagonal de 1,8 m de diamètre. Ce principe est maintenant utilisé pour la construction de tous les plus grands télescopes spatiaux modernes tels que le télescope spatial James Webb et terrestres comme le Extremely Large Telescope . 
L'Institut national d'astrophysique a dédié à Horn le télescope ASTRI (Astrophysics with Mirrors with Italian Replicant Technology), placé sur le volcan Etna, en Sicile. Le 10 novembre 2018, lors d'une cérémonie officielle, le télescope s'appelait "ASTRI-Horn d'Arturo". 
L'astéroïde (3744) Horn-d'Arturo, découvert en 1983, a été nommé en son honneur.